# Konklave
Konklave (mestnik v ali na konklavu; italijansko conclave – zbor, zbornica; iz latinsko cum clave – s ali pod ključem) je skupek postopkov, na katerih kardinali (ki imajo volilno pravico), po smrti ali odstopu papeža, izvolijo novega.
Alojzij Ambrožič je bil prvi slovenski kardinal, ki je sodeloval na konklavu, in sicer je to bilo aprila 2005, po smrti papeža Janeza Pavla II., na katerih je bil izvoljen njegov naslednik papež Benedikt XVI.

## Zgodovinski razvoj konklava
Konklave je v nekaterih jezikih tudi ime prostora, v katerem se zberejo kardinali in so tam zaprti, dokler ne izvolijo novega papeža. Takšno obliko izbire papeža so uvedli v Rimokatoliški cerkvi leta 1274 na drugem lyonskem koncilu. Leta 1492 je bil konklave prvič v Sikstinski kapeli, ki je prizorišče vseh konklavov od leta 1878.

## Pravila volitev
Volilno pravico na konklavih imajo po sedaj veljavnih predpisih vsi kardinali, ki na dan izpraznitve papeškega apostolskega sedeža še niso dopolnili 80 let. Takšnih kardinalov je lahko največ 120.

## Postopek volitev
Vatikan, kjer glasujejo sedaj, ima urejene ločene prostore, kamor se lahko kardinali umaknejo za razmislek in molitev. To so zgolj manjše celice z nekaj opreme. Skupne volitve, katerim predseduje kardinal kamerlengo, potekajo zjutraj in zvečer v Sikstinski kapeli. Konklave se začne deseti dan po papeževi smrti in končajo po pravilih takrat, ko eden od kandidatov dobi 2/3 vseh glasov. Leta 1950 so to pravilo spremenili, sedaj mora izvoljeni kardinal dobiti 2/3 + 1 glas. Ves čas glasovanja živijo kardinali brez vseh stikov z zunanjim svetom. Odkar je papež Janez Pavel II. leta 1996 poleg Bazilike sv. Petra in Dvorane Pavla VI. dal zgraditi »Dom svete Marte«, bivajo kardinali volivci v njem. Tako jim tekom volitev ni potrebno zapuščati Vatikana.

## Rezultati volitev
Volitve so tajne, zato za noben krog volitev ni razglašeno, kateri kandidati so bili voljeni ter koliko in čigave glasove je dobil posamezen kandidat. Edino, kar je razglašeno, je, ali je po posameznem krogu kateri kandidat prejel zadostno število glasov ali ne. Rezultat je razglašen z dimnim signalom iz dimnika Sikstinske kapele, tako da sežgejo volilne lističe, s čimer so tudi uničeni materialni dokazi volitev. Če volilni krog ni pripeljal do izvolitve, izpustijo črn dim. Če pa je bil volilni krog uspešen, tako da je bil kandidat izvoljen in je izvolitev tudi sprejel ter tako postal novi papež, izpustijo bel dim. Barvo dima ustvarijo z dodajanjem ustreznih kemikalij. Ta »tehnika« je v praksi od leta 2005, pred tem pa so za bel dim uporabljali mokro slamo, za črn pa smolo. Poleg tega se za sežig lističev in kemikalij uporabljata dve različni peči, katerih cevi se tik pod streho kapele združita v en dimnik. Za razliko od črnega dima pa bel dim spremlja tudi zvonenje vatikanskih zvonov. Po uspešnih volitvah si papež izbere poljubno papeško ime, nakar se predstavi ljudstvu na balkonu papeške bazilike. Čast razglasitve Habemus papam (Imamo papeža) pripada kardinalu protodiakonu, ki je najstarejši kardinal po času kardinalskega staža.

## Papeške bule in motupropriji, ki določajo potek izvolitve papeža
- In nomine Domini (1059)
- Quia propter (1215)
- Ubi periculum (1274)
- Ne Romani (1312)
- Aeterni Patris Filius (1621)
- Commissum Nobis (1904)
- Vacante Sede Apostolica (1904)
- Cum proxime (1922)
- Vacantis Apostolicae Sedis (1945)
- Summi Pontificis electio (1962)
- Ingravescentem aetatem (1970)
- Romano Pontifici eligendo (1975)
- Universi Dominici gregis (1996)
- Ordo Rituum Conclavis (2000)
- De aliquis mutationibus in normis de electione Romani Pontificis (2007)
- Normas nonnullas (2013)